# 마이카제 리라
마이카제 리라(일본어: 舞風 りら まいかぜ りら[*], 1975년 12월 23일 - )는 일본의 배우이다. 전 다카라즈카 가극단 유키구미 톱여역이다.
도쿄도 출신, 애칭은 "마-", "마-짱", 혈액형 A형이다. 본명은 이사와 마사에(石和優枝)이다.

## 약력
3살부터 발레를 시작했고, 마츠야마 발레단에 소속되어있었다.
1993년, 다카라즈카 음악학교에 입학하였다.
1995년, 다카라즈카 가극단 81기생으로 입단. 호시구미 공연 「국경 없는 지도」로 초무대. 초무대에서 동기 3명과 함께 보리수의 오정 역을 맡아 연기했다.
그 후, 하나구미에 배속되었다. 입단 2년차때 「하우 투 석시드」 신인공연 첫 히로인 (1부 한정)을 맡았다. 또, 같은 해 「홍콩야상곡(香港夜想曲)」으로 코쥬 타츠키의 상대역으로 바우홀 공연 첫 히로인을 맡았다.
2000년, 독일 베를린 공연 멤버로 선발되어, 주연 시부키 준과 듀엣 장면 등을 받았다.
2002년, 아사미 히카루의 상대역으로 유키구미에 조 이동하여, 톱여역에 취임하였다.
2006년 12월 24일, 「타락천사의 눈물(堕天使の涙)／타란텔라！」 공연을 기해, 아사미 히카루와 함께 퇴단하였다.
퇴단 후에는 무대를 중심으로 활동하고 있다.